# Phreatia negrosiana
Phreatia negrosiana är en orkidéart som beskrevs av Oakes Ames. Phreatia negrosiana ingår i släktet Phreatia och familjen orkidéer. Inga underarter finns listade i Catalogue of Life.